# ألباترلسيات
ألباترلسيات (الاسم العلمي: Albatrellaceae)، فصيلة فطريات من رتبة الروسوليات. تشتمل الفصيلة على 9 أجناس وأكثر من 45 نوعًا.

## الوصف
تنتج معظم الأجناس في هذه الفصيلة أجسامًا ثمريّة ذات شكل فطري نموذجي، مع قبعات وسويقات. وأجناس أخرى تظهر بشكل الكمء الكاذب. كما تضم جنسًا واحدًا من الفطريات القشرية؛ Byssoporia.

## روابط خارجية
- The Families of Mushrooms and Toadstools Represented in the British Isles Family description